# Kae Dam (huyện)
Kae Dam (tiếng Thái: แกดำ) là một huyện (amphoe) ở phía đông của tỉnh Maha Sarakham, đông bắc Thái Lan.

## Địa lý
Các huyện giáp ranh (từ phía nam theo chiều kim đồng hồ) là Wapi Pathum và Mueang Maha Sarakham của tỉnh Maha Sarakham, và Si Somdet của tỉnh Roi Et.

## Lịch sử
Tiểu huyện (King Amphoe) được lập ngày 3 tháng 1 năm 1977, khi 3 tambon
Kae Dam, Nong Kung và Mittraphap được tách khỏi huyện Mueang Maha Sarakham. Đơn vị này đã được nâng cấp thành huyện ngày 1 tháng 1 năm 1988.

## Hành chính
Huyện này được chia thành 5 phó huyện (tambon), các đơn vị này lại được chia ra thành 89 làng (muban). Kae Dam là một thị trấn (thesaban tambon) nằm trên một phần của the tambon Kae Dam. Có 5 Tổ chức hành chính tambon.
| STT | Tên         | Tên tiếng Thái | Số làng | Dân số |  |
| --- | ----------- | -------------- | ------- | ------ |  |
| 1.  | Kae Dam     | แกดำ           | 18      | 8.708  |  |
| 2.  | Wang Saeng  | วังแสง          | 20      | 5.703  |  |
| 3.  | Mittraphap  | มิตรภาพ         | 21      | 6.781  |  |
| 4.  | Nong Kung   | หนองกุง         | 16      | 4.181  |  |
| 5.  | Non Phi Ban | โนนภิบาล        | 14      | 3.845  |  |